# Necros Christos
Necros Christos este o formație germană de death metal formată în anul 2001 în Berlin.

## Istoric
Trupa a fost inițiată de Mors Dalos Ra, care a scos materialul Necromantic Doom în anul 2002. În anul 2003, Mike Meacham de la casa de discuri War Hammer dorește sa scoată următorul material Black Mass Desecration, pe care i se alătura bateristul Martin Chain. După acest demo, Martin Chain decide să se axeze pe alte proiecte și părăsește trupa. Locul său este luat de Christhammer. Pentru a fi capabili să cânte live, aceștia îl recrutează pe basistul Black Shepherd ov Doom, recunoscut pentru trupa sa intitulată Drowned.
Structura membrilor s-a modificat după apariția primului album Triune Impurity Rites în 2007, locul bateristului fiind cedat lui Raelin Iakhu. În 2010 s-a alăturat chitaristul The Evil N., cu ajutorul căruia au scos albumul Doom of the Occult în 2011. După concertul din data de 17.11.2012 ce a avut loc în Helsinki, Raelin Iakhu s-a retras din trupă. Formația își va înceta activitatea în momentul în care va scoate al treilea album, intitulat Domedon Doxomedon.
Înainte de formarea trupei Necros Christos, Mors Dalos Ra a fost implicat în The New Aeon, B.C. Imperator, Nex Meton, Nox Intempesta. În 2005 a scos un demo aparținând proiectului său intitulat Vale of Siddim, care ulterior a fost relansat de către Worship Him Records în 2009 sub numele Tormented by Witchcraft. În mod curent este implicat în formațiile de muzică orientală Ra Al Dee Experience și Ras-e Ashk.

## Discografie

### Demo-uri
- 2002: Necromantic Doom
- 2003: Black Mass Desecration
- 2004: Ritual Doom Rehearsal
- 2004: Grave Damnation
- 2004: Ritual Crucifixion

### Albume
- 2007: Triune Impurity Rites
- 2011: Doom of the Occult

### EP-uri și Single-uri
- 2004: Curse of the Necromantical Sabbath
- 2004: Baptized by the Black Urine of the Deceased
- 2005: Split-EP cu Loss
- 2006: Split-EP cu Teitanblood

## Videografie
- 2004: Bunkertor
- 2005: Night Of The Unmutilated Ritual